# クエヴォー
クエヴォー（ベトナム語：Thị xã Quế Võ / 市社桂武?）は、ベトナム社会主義共和国バクニン省の市社。面積は155.11km²、人口は219,929 人（2022年）である。

## 行政区画
以下の11坊10社から構成される。
- バンアン坊（Bằng An / 憑安）
- ボンライ坊（Bồng Lai / 蓬萊）
- カックビ坊（Cách Bi / 隔陂）
- ダイスアン坊（Đại Xuân / 大春）
- ニャンホア坊（Nhân Hòa / 仁和）
- フォーモイ坊（Phố Mới / 庯買）
- フールオン坊（Phù Lương / 扶良）
- フオンリエウ坊（Phương Liễu / 芳柳）
- フオンマオ坊（Phượng Mao / 鳳毛）
- クエタン坊（Quế Tân / 桂新）
- ヴィエトフン坊（Việt Hùng / 越雄）
- チャウフォン社（Châu Phong / 周峰）
- チーラン社（Chi Lăng / 枝陵）
- ダオヴィエン社（Đào Viên / 桃園）
- ドゥクロン社（Đức Long / 德隆）
- ハンクアン社（Hán Quảng / 漢廣）
- モーダオ社（Mộ Đạo / 慕道）
- ゴクサー社（Ngọc Xá / 玉舍）
- フーラン社（Phù Lãng / 扶朗）
- ヴィエトトン社（Việt Thống / 越統）
- イエンザー社（Yên Giả / 安者）